# Siget (Sigetska mikroregija, Mađarska)
Siget (mađ. Szigetvár, nje.  Großsiget, Inselburg) je gradić u južnoj Mađarskoj.
Zauzima površinu od 39,51 km četvornih.

## Ime
Ime dolazi od mađarske riječi za otok.

## Upravna organizacija
Upravno je sjedište Sigetske mikroregije u Baranjskoj županiji. Poštanski broj je 7900. 

## Povijest
Grad je poznat kao mjesto sigetske bitke.

## Kultura
Od 1833. se svake godine održavaju svečanosti u spomen na junaštvo Nikole Šubića Zrinskog i posade njegove tvrđave.

## Promet
Južno od grada prolazi željeznička pruga Velika Kaniža-Pečuh u pravcu istok-zapad.

## Stanovništvo
2007. je imao 11.103 stanovnika. Mađari su činili 93,3%, Romi 2,0%,  Hrvati 0,7%, Nijemci 0,7% te ostalih 6,6%.
Rimokatolika je bilo 62,7%, grkokatolika 0,3%, reformiranih kršćana 12,4%, evangelista 0,3%. 
U Sigetu djeluje hrvatska manjinska samouprava.

## Gradovi prijatelji
- Imatra
- Eppingen
- Slatina
- Trabzon
- Deva

## Vanjske poveznice
- (mađ.) Szigetvár Önkormányzatának honlapja
- (mađ.) Info-Szigetvár: helyi cégek, szállás, kultúra, programok  Arhivirana inačica izvorne stranice od 4. ožujka 2016. (Wayback Machine)
- (mađ.) Virtuális séta Szigetvárról a virtualpecs.hu-n   Arhivirana inačica izvorne stranice od 29. srpnja 2009. (Wayback Machine)
- (mađ.) Szigetvár a Vendégvárón  Arhivirana inačica izvorne stranice od 19. veljače 2007. (Wayback Machine)
- (mađ.) Térkép Kalauz – Szigetvár
- (mađ.) Légifotók a várról
- (mađ.) Szigetvár.lap.hu - linkgyűjtemény